# Карликовая крачка
Карликовая крачка  (лат. Sternula antillarum) — вид птиц из семейства чайковых (Laridae). Выделят три подвида. Распространёны в Северной Америке, зимуют в Центральной, Карибском регионе и Южной Америке. Ранее его нередко смешивали с малой крачкой Старого Света.

## Описание
Длина тела 22—24 см, размах крыльев 50 см, масса 39—52 г. Перелётная птица, зимует в Центральной Америке, Карибском регионе и Южной Америке, причём многие молодые особи остаются там весь первый год своей жизни. Зафиксированы залёты на Европейский континент, в частности, один раз птица наблюдалась в Великобритании. В кладке от 1 до 4 яиц (обычно 2—3).

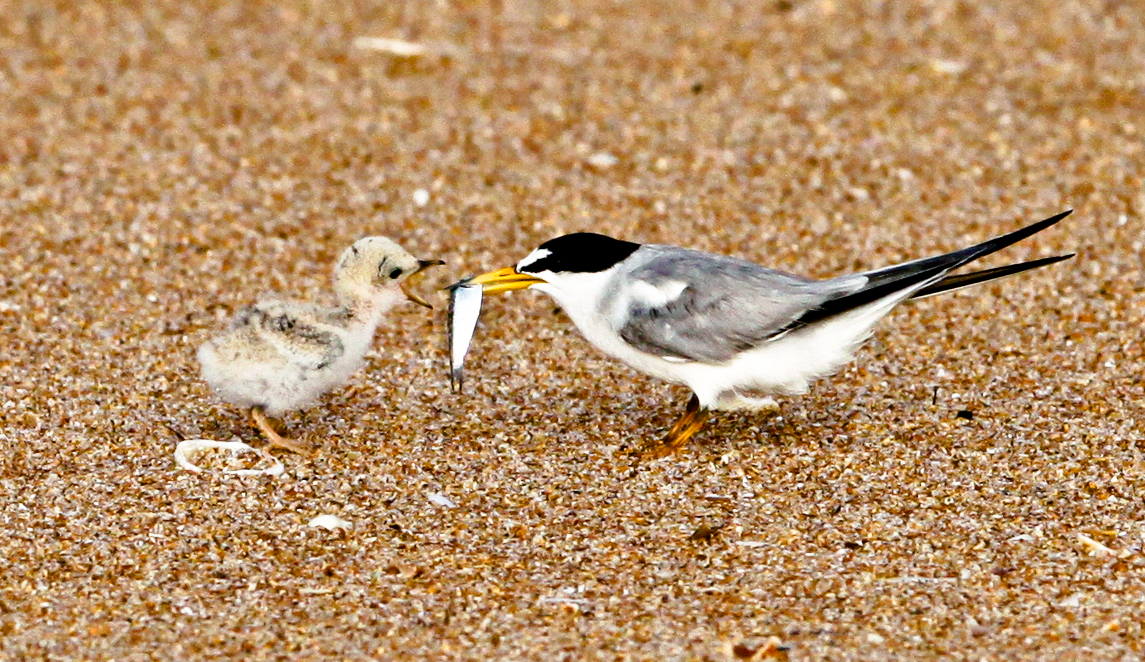
Кормление птенца взрослой птицей во Флориде, США

## Подвиды
Существует 3 подвида. Различия между ними меньше, чем считалось ранее.
- Sternula antillarum athalassos (Burleigh & Lowery, 1942)
- Sternula antillarum antillarum R. Lesson, 1847
- Sternula antillarum browni (Mearns, 1916)

Возможно, новый подвид был обнаружен в 2012 году гнездящимся на Большом Острове на Гавайских островах.